# Nyctunguis persimilis
Nyctunguis persimilis är en mångfotingart som beskrevs av Carl Graf Attems 1932. Nyctunguis persimilis ingår i släktet Nyctunguis och familjen småjordkrypare.
Artens utbredningsområde är Turkiet. Inga underarter finns listade i Catalogue of Life.